# Powórsk
Powórsk (ukr. Поворськ, Poworśk) – wieś na Ukrainie, w obwodzie wołyńskim, w rejonie kowelskim. W 2001 roku liczyła 1875 mieszkańców.
Znajduje się tu stacja kolejowa Powursk, położona na linii Sarny – Kowel.

## Historia
Wieś została założona w 1498 roku.
W II Rzeczypospolitej wieś była siedzibą gminy wiejskiej Powórsk w powiecie kowelskim, w województwie wołyńskim. W tym czasie większość mieszkańców stanowili Ukraińcy; ponadto mieszkało tu kilkadziesiąt rodzin polskich i żydowskich. W 1921 roku miejscowość liczyła 779 mieszkańców i znajdowało się w niej 109 budynków mieszkalnych. 124 osoby deklarowały narodowość polską, 602 – rusińską, 37 – żydowską, 9 – niemiecką, 7 – inną.
We wrześniu 1939 roku wieś weszła w skład ziem zajętych przez ZSRR. W Powórsku doszło do ataków miejscowych Ukraińców na wycofujących się żołnierzy Wojska Polskiego. 26 czerwca 1941 roku miejscowość została zajęta przez Wehrmacht. Niemcy utworzyli w Powórsku posterunek ukraińskiej policji, która podjęła prześladowania ludności żydowskiej i polskiej. We wrześniu 1942 roku Żydzi z Powórska okolicznych miejscowości zostali wyprowadzeni w miejsce dawnej stacji paliw płynnych (według innego źródła – na teren byłego poligonu) i rozstrzelani przez Niemców i ukraińską policję. Zabito 300 osób (mowa jest także o 41 rodzinach prowadzonych na rozstrzelanie). Część Żydów zdołała uniknąć egzekucji dzięki ucieczce.
W listopadzie 1942 ukraińscy policjanci z Powórska ukarali śmiercią za pomaganie Żydom polskie rodziny Bycków i Banachów.
Podczas rzezi wołyńskiej w 1943 roku Powórsk, po dezercji policjantów ukraińskich do UPA obsadzony załogą Kozaków i Niemców, stał się miejscem schronienia polskich uchodźców. Miejscowi Ukraińcy zachowywali się wobec Polaków życzliwie, ostrzegając przed napadami i namawiając do wyjazdu. Korzystając z tego, że przez Powórsk przechodziła linia kolejowa, Polacy stopniowo opuszczali wieś.